# LUX Fight League
LUX Fight League (в пер. с исп. LUX Бойцовская Лига) мексиканская организация  и занимающаяся промоушеном боёв по смешанным правилам. Это крупнейшая организация смешанных единоборств в Мексике и одна из самых быстрорастущих в мире.

## Возникновение
LUX Fight League была основана 21 июля 2017 года мексиканским бизнесменом Джо Мендосой. Первое мероприятие LUX состоялось в тот же день в Тампико, городе, расположенном на севере страны, и включало бой между Эфраином Эскудеро и Бруно Муратой, который завершился победой Эскудеро.
Второе мероприятие LUX состоялось 17 февраля 2018 года в Олимпийском спортзале имени Хуана де ла Барреры в Мехико. С тех пор в столице прошло множество мероприятий.
Мероприятие «LUX 009», состоявшееся 17 июля 2020 года, стало первым мероприятием промоушена, прошедшим без зрителей из-за пандемии COVID-19. Однако следующее мероприятие, «LUX 010», было ограничено для зрителей во избежание распространения инфекции, что сделало его первым спортивным мероприятием ММА с начала пандемии, открытым для публики.
В 2025 году LUX объявила о создании «Streamers Smash» — соревнования, объединяющего бойцов и стримеров.

## Правила
Максимальная продолжительность боёв LUX различается в зависимости от того, чемпионский это бой или главный поединок. Во всех боях каждый раунд не может превышать пяти минут. Чемпионские бои длятся максимум пять раундов, как и заключительные, даже если в них не разыгрывается пояс. Как правило, количество боёв варьируется от восьми до двенадцати, разделённых между основным кардом и предварительными боями, которые промоутер обычно называет «Вызовом LUX». LUX использует традиционные Единые правила ММА, принятые Американской спортивной комиссией. Бои проходят в семи мужских и двух женских весовых категориях.